# 聯邦調查局搜查海湖莊園
聯邦調查局搜查海湖莊園是指2022年8月8日上午9點联邦调查局特工前往海湖庄园執行搜查令的事件。該搜查令得到了美國司法部長梅域·加蘭的授权。海湖莊園被搜查的原因包括：
- 唐納·川普涉嫌违反美国1917年间谍法擅自保留國家軍事機密
- 唐納·川普涉嫌非法销毁美國联邦政府的文件[1][2]

## 經過
其子埃里克·特朗普接到了有關搜查的电话後，立即通知了他的父亲。特朗普的两名律师 Christina Bobb 和 Lindsey Halligan 很快趕往搜查現場，但他們被要求禁止進入海湖莊園。特朗普和他的家人通过海湖庄园的摄像頭遠程監控聯邦調查局的搜查過程。聯邦調查局一度要求將攝像頭暫時關閉，但特朗普和他的律师拒绝了聯邦調查局的要求。
2022年8月8日晚上6:30左右，联邦调查局特工帶著33箱物品離開了海湖莊園。联邦调查局特工在海湖莊園共找到了11,000多份政府文件，其中包括了103份政府机密文件。
Peter Schorsch率先报道了这一事件。特朗普隨即向公眾承認海湖莊園的確遭到了聯邦調查局的搜查。
8月26日中午，美国司法部公布联邦调查局申请搜查海湖庄园时向法院提交书面证词的部分内容。
8月30日午夜，美国司法部发布了一份36页简报，美国司法部表示特朗普没有资格要求联邦调查局归还从海湖庄园拿走的文件，而且外界不应干预联邦调查局搜查海湖庄园的舉動。
9月5日，美国佛罗里达州南部联邦地区法官艾琳·坎农決定任命“特别主事官”来調查被查获物件，并暂时阻止美國司法部繼續調查這些物件。 9月15日晚上，艾琳·坎农指派雷蒙德·迪尔里担任“特别主事官”。
9月21日，亚特兰大的一家联邦上诉法院裁定，聯邦調查局的调查人员可以继续調查103份机密文件，而雷蒙德·迪尔里只能調查非机密文件。
12月1日，美国联邦第十一巡回上诉法院推翻了下级法院的一项命令，該命令即下級法院同意任命一名特别主管对在海湖庄园中发现的数千份文件进行分类，以确定哪些文件应该禁止调查人员审查。
2023年6月8日，特朗普因不当处理机密文件以及妨碍司法公正，遭联邦大陪审团起诉。
2025年3月1日，再任总统的特朗普表示司法部已向其归还没收的文件。

## 反应

### 聯邦調查局办事处遭攻击
8月11日上午9時15分，42岁的特朗普支持者席佛（Ricky Shiffer）身穿防弹衣，手持AR-15式步枪和射钉枪试图闯入位于聯邦調查局位於辛辛那提的的一個辦公處，但結果沒有成功，隨後駕車逃逸，警方隨即追捕席佛，不過席佛朝警方開槍，隨即雙方對峙約一小時；下午3時，席佛被警方擊斃。席佛曾参与2021年美国国会大厦遭冲击事件，并且是Truth Social的活躍用戶，曾在Truth Social上發佈眾多帖子。他在得知聯邦調查局搜查海湖莊園后在Truth Social上发布帖子表示自己想要杀死搜查海湖莊園的聯邦調查局特工。 席佛多年来一直在社交媒体上发表极端暴力的言论。

### 前特朗普政府官員
前副总统迈克·彭斯表示，这次搜查破坏了公众对美國司法機構的信心，并指出特朗普是第一位私人住所遭到調查的美國前總統。前国务卿邁克·蓬佩奧同樣谴责搜查，他表示他曾經是美国众议院班加西特别委员会的一員，他可以证明希拉里·克林顿同樣掌握了國家机密，但是委员会並沒有下令有關部門去突襲希拉里·克林顿的住宅。 